# Teatro Gaetano Donizetti
Il teatro Gaetano Donizetti a Bergamo nasce verso la fine del XVIII secolo col nome di teatro nuovo o teatro di Fiera in un'area anticamente adibita a fiera, di fronte al Sentierone, il più famoso viale della parte bassa cittadina.

## Storia

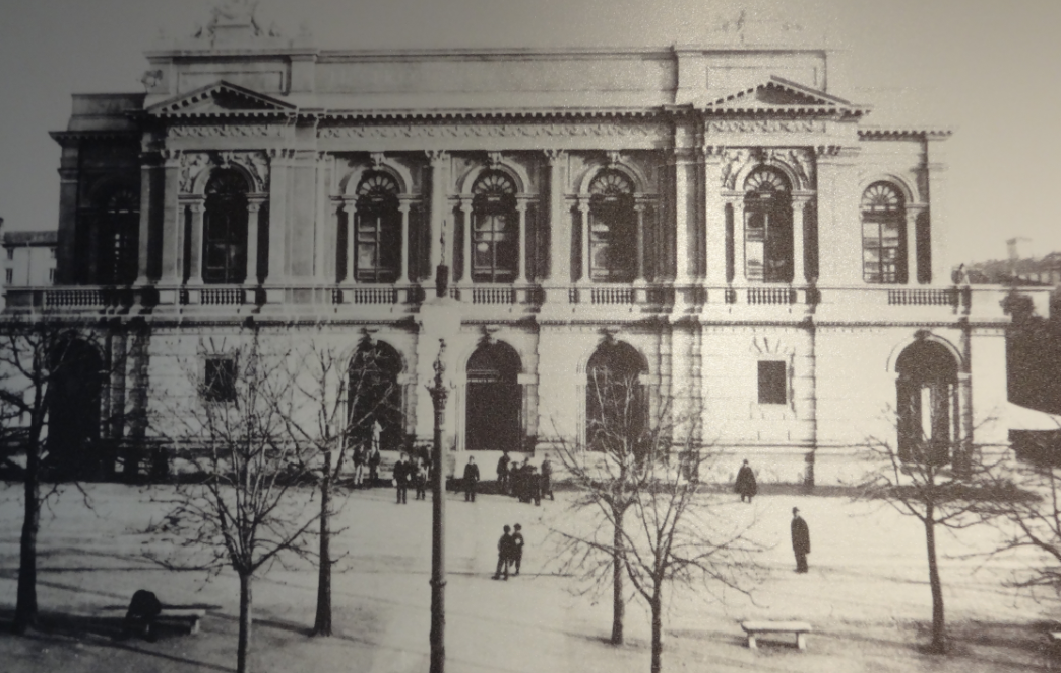
Il Teatro Donizetti nel 1897

La zona dove sorge il teatro si presentava al viaggiatore dell'epoca come un insieme di baracche di legno in cui i mercanti esponevano le loro merci. In quel luogo di grande afflusso sorgevano alcuni teatri temporanei in legno, che venivano demoliti alla fine della stagione e riedificati la stagione successiva con il medesimo materiale appositamente conservato
Fu proprio in quel luogo che Bortolo Riccardi, ricco commerciante, senza curarsi troppo delle polemiche che ne conseguirono, edificò il primo nucleo del teatro stabile che conosciamo, che prese il nome di teatro Riccardi. Quando ancora il teatro era in costruzione si cominciarono a dare alcune rappresentazioni artistiche: la prima opera vi fu rappresentata nel 1784 e fu Medonte re di Epiro di Giuseppe Sarti.
L'inaugurazione ufficiale invece avvenne il 24 agosto 1791. La struttura originaria, completamente diversa da quella poi ricostruita, fu distrutta da un incendio nel 1797. L'architetto Giovanni Francesco Lucchini, che già aveva progettato l'interno del teatro andato distrutto, ricevette la commissione di guidare i lavori di costruzione del nuovo teatro. Bisogna aspettare il 30 giugno 1800 per l'inaugurazione della struttura così come la conosciamo. I cinque finestroni centrali hanno incisi alcuni titoli di opere del musicista bergamasco Gaetano Donizetti: Lucia di Lammermoor, La Favorite, Dom Sébastien, Don Pasquale e Linda di Chamounix. L'interno fu decorato con stucchi dorati e affrescato dal pittore Francesco Domenighini (1901-1903).
Le vicende storiche risorgimentali passano da Bergamo e coinvolgono il teatro, tra fortune alterne e amministrazioni illuminate. Vincenzo Bellini vi cura la messinscena della Norma nel 1831.

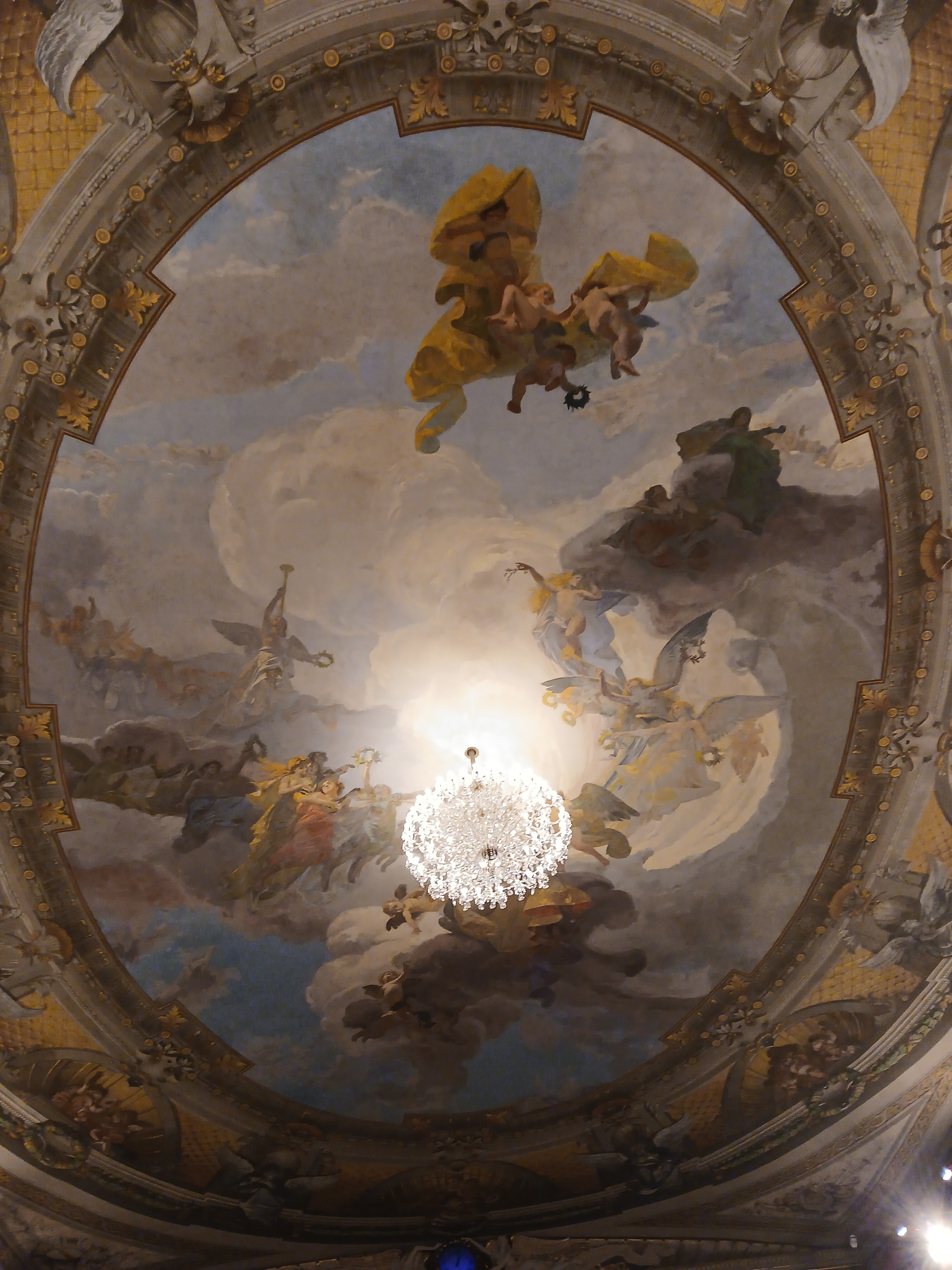
L'affresco L'arte musicale di Francesco Domenighini sul soffitto della sala

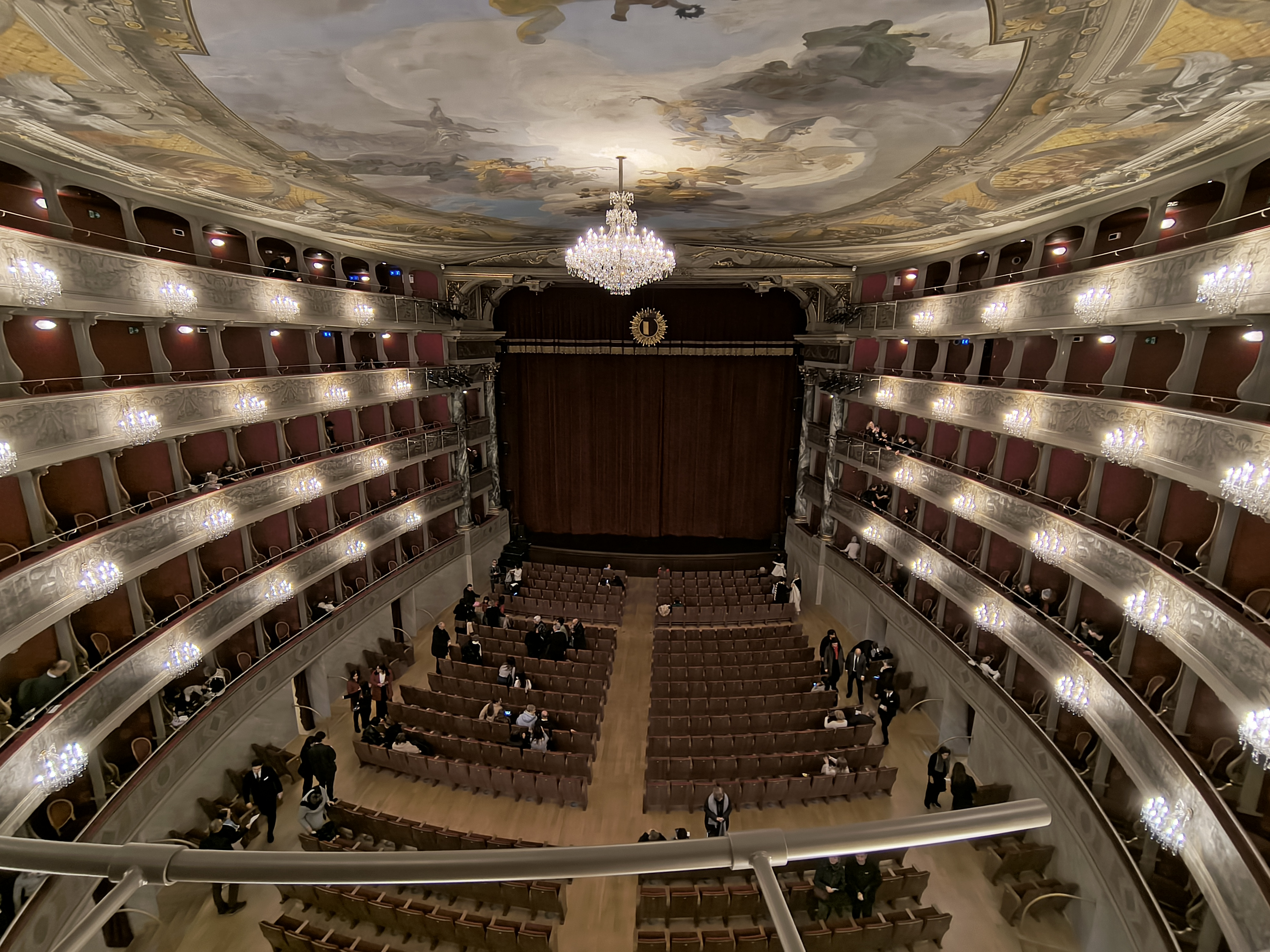
La sala principale

Nel 1840 per la prima volta Bergamo tributa una pubblica manifestazione al bergamasco Gaetano Donizetti, presente in teatro per la rappresentazione della sua opera L'esule di Roma. Giuseppe Verdi, presente in sala, debutterà al Riccardi con Ernani nel 1844.
Nel 1897, in occasione del centenario della nascita del compositore, il teatro Riccardi assume il nome di teatro Gaetano Donizetti. Nell'occasione furono avviati i lavori per la costruzione della nuova facciata neoclassica, opera dell'architetto romano Pietro Via. Gli interni sono stati ristrutturati nel 1964 e, per celebrare l'inaugurazione del rinnovato teatro, fu coniata a cura del Circolo Numismatico Bergamasco una medaglia modellata da Piero Brolis, autore anche delle due grandi Ballerine in bronzo, donate alla città nel 1983, collocate inizialmente ai lati dell'ingresso alla sala ed ora nel foyer grande.
Nel 2017 iniziano i lavori di restauro dell'intero teatro che si concludono nel 2020.
Nell'ambito del Donizetti Opera Festival del 2019, il cantiere del Teatro Donizetti accoglie la prima rappresentazione italiana e in forma scenica dell'opera considerata perduta del compositore bergamasco, L'ange de Nisida.